# Cadulus siberutensis
Cadulus siberutensis är en blötdjursart som beskrevs av Jaeckel 1932. Cadulus siberutensis ingår i släktet Cadulus och familjen Gadilidae. Inga underarter finns listade i Catalogue of Life.